# Digitígrado

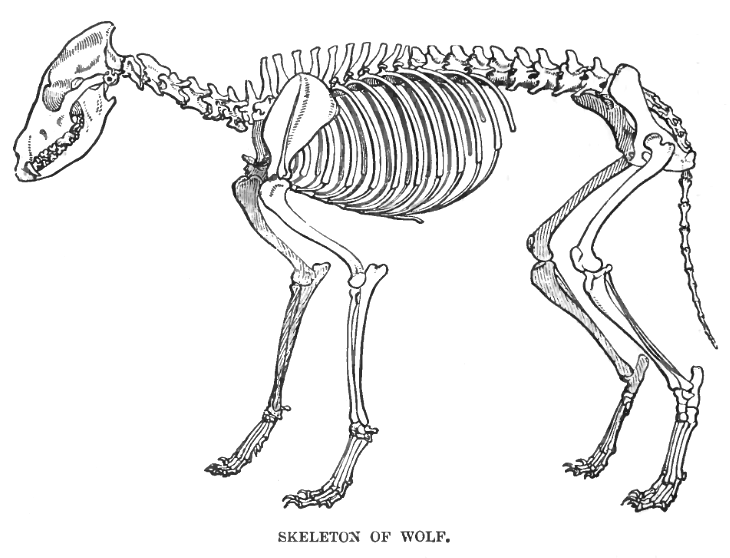
Esqueleto de un lobo (Canis lupus), un animal digitígrado.

Un digitígrado, en zoología, es un animal que permanece o camina apoyado solamente en los dedos de sus patas, sin apoyar la articulación del talón. Son por lo general más rápidos y más silenciosos que otras clases de animales. Algunos ejemplos de estos animales son el perro, el gato, el hipopótamo y el elefante; asimismo y algunos marsupiales. Y en general las aves se apoyan en los dedos.
Existen diferencias anatómicas entre las extremidades de los plantígrados, como los humanos, y las extremidades no glulíndricas y digitales. Los animales digitígrados tienen huesos de carpo y tarsos relativamente largos y los huesos que corresponderían al tobillo humano se encuentran más arriba en la extremidad que en la de un ser humano. En un animal digitígrado, esto alarga efectivamente el pie tanto que lo que a menudo se considera como «manos» y «pies» de un animal digital corresponde solo a lo que serían los huesos del dedo o dedo del pie humano.
Los humanos generalmente caminan con las plantas de los pies en el suelo, en locomoción plantígrado. En contraste, los animales digitígrados caminan con sus falanges distales e intermedias. La locomoción digital es responsable de la forma distintiva de las patas de los perros.

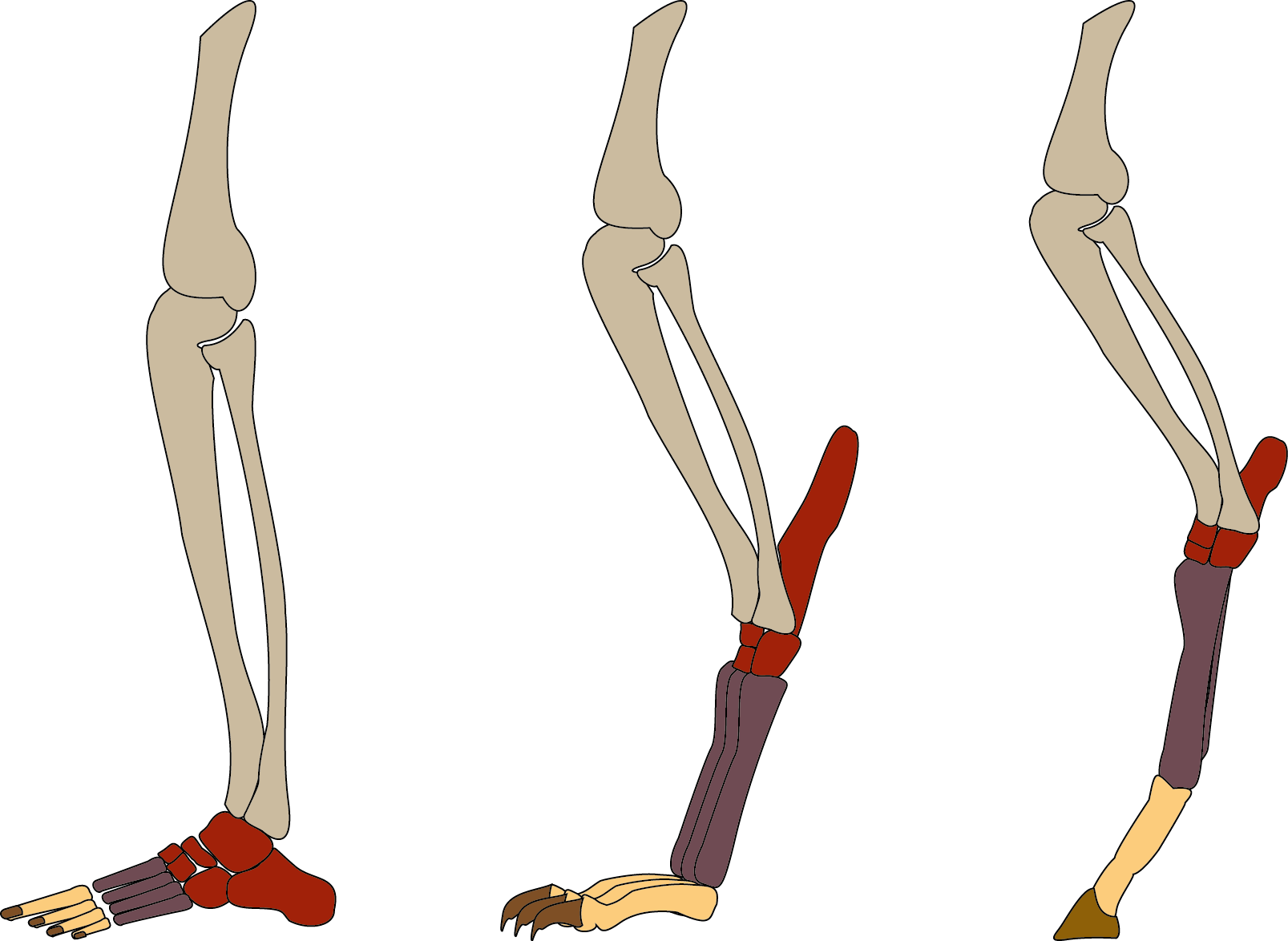
Tipos de apoyo de la pata. En el centro, digitígrado.

## Ejemplos
- Mesonychia
- Dinosaurios (Digitigrados y semidigitígrados)
  - Pájaros
- Cerdos (semidigitígrados)
- Hipopótamos (semidigitígrados)
- Pakicetus
- Indohyus
- Tilacino
- Gatos
- Hienas
- Cánidos
- Elefantes (semidigitígrados)[2]
- Capibara (semidigitígrados)
- Trucidocynodon (semidigitígrados al menos en las extremidades anteriores).